# Timo Hirvonen
Timo Hirvonen (Varkaus, Finlandia, 5 de diciembre de 1973-28 de julio de 2023) fue un jugador de hockey sobre hielo finés que jugó en la posición de ala izquierda durante catorce temporadas.

## Estadísticas
| 1990–91     | Kiekko-Espoo     | I-Divisioona   | 8   | 0  | 1   | 1   | 0   | —  | — | — | — | —  |
| 1990–91     | Kiekko-Espoo U20 | Jr. A SM-sarja | 21  | 9  | 7   | 16  | 57  | —  | — | — | — | —  |
| 1991–92     | Kiekko-Espoo     | I-Divisioona   | 43  | 10 | 5   | 15  | 24  | —  | — | — | — | —  |
| 1992–93     | Kiekko-Espoo     | Liiga          | 22  | 4  | 4   | 8   | 8   | —  | — | — | — | —  |
| 1992–93     | Kiekko-Espoo U20 | Jr. A SM-liiga | 5   | 2  | 4   | 6   | 8   | —  | — | — | — | —  |
| 1993–94     | Kiekko-Espoo     | Liiga          | 46  | 7  | 7   | 14  | 46  | —  | — | — | — | —  |
| 1993–94     | Kiekko-Espoo U20 | Jr. A SM-liiga | 6   | 2  | 2   | 4   | 6   | —  | — | — | — | —  |
| 1994–95     | Kiekko-Espoo     | Liiga          | 28  | 1  | 3   | 4   | 16  | 4  | 0 | 1 | 1 | 2  |
| 1995–96     | Kiekko-Espoo     | Liiga          | 44  | 11 | 11  | 22  | 36  | —  | — | — | — | —  |
| 1996–97     | Kiekko-Espoo     | Liiga          | 44  | 8  | 13  | 21  | 59  | 4  | 1 | 0 | 1 | 2  |
| 1997–98     | Kiekko-Espoo     | Liiga          | 47  | 6  | 5   | 11  | 28  | 8  | 1 | 0 | 1 | 18 |
| 1998–99     | Espoo Blues      | Liiga          | 54  | 5  | 8   | 13  | 40  | 4  | 0 | 0 | 0 | 4  |
| 1999–00     | Espoo Blues      | Liiga          | 47  | 14 | 12  | 26  | 52  | 4  | 0 | 0 | 0 | 8  |
| 2000–01     | Espoo Blues      | Liiga          | 56  | 8  | 8   | 16  | 44  | —  | — | — | — | —  |
| 2001–02     | Espoo Blues      | Liiga          | 56  | 6  | 9   | 15  | 42  | 3  | 0 | 0 | 0 | 0  |
| 2002–03     | Espoo Blues      | Liiga          | 23  | 0  | 1   | 1   | 2   | 7  | 0 | 0 | 0 | 0  |
| 2003–04     | SaiPa            | Liiga          | 42  | 10 | 16  | 26  | 61  | —  | — | — | — | —  |
| 2004–05     | SaiPa            | Liiga          | 44  | 11 | 17  | 28  | 44  | —  | — | — | — | —  |
| 2004–05     | Malmö Redhawks   | SHL            | 7   | 0  | 1   | 1   | 4   | 10 | 0 | 2 | 2 | 2  |
| 2005–06     | Espoo Blues      | Liiga          | 54  | 7  | 3   | 10  | 54  | 9  | 0 | 0 | 0 | 8  |
| Total Liiga | Total Liiga      | Total Liiga    | 607 | 98 | 117 | 215 | 532 | 43 | 2 | 1 | 3 | 42 |

## Tras el retiro
Al retirarse en 2006 fue entrenador asistente del Kiekko-Espoo hasta la bancarrota del club en 2016.

## Muerte
Hirvonen falleció por complicaciones con una cirugía el 28 de julio de 2023 a los 49 años.